# Anthene liodes
Anthene liodes là một loài bướm thuộc họ Lycaenidae. Loài này có ở Sierra Leone tới Kenya, then tới Malawi, Zimbabwe và Angola. Nó cũng có ở Nam Phi, hiếm gặp, có ở KwaZulu-Natal đến Swaziland, Mpumalanga và tỉnh Limpopo.
Sải cánh từ 21–25 mm đối với con đực và 21–27 mm đối với con cái. Cá thể trưởng thành mọc cánh quanh năm, đỉnh điểm vào mùa hè.
Ấu trùng ăn các loài Mangifera (bao gồm Mangifera indica), Combretum, Myrica và Allophyllus.

## Hình ảnh

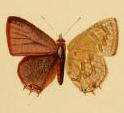
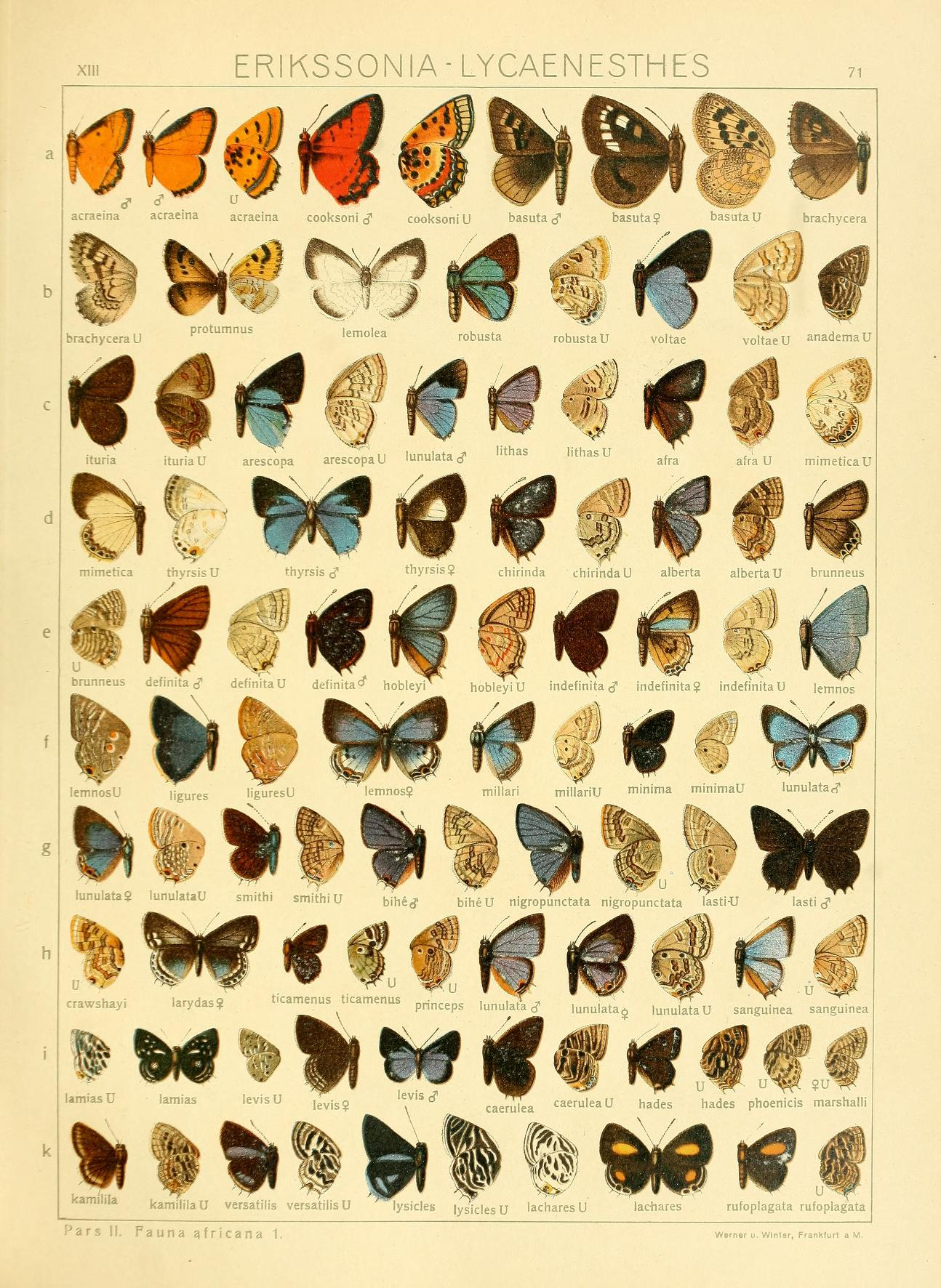